# فردریک ویاند
فردریک ویاند (انگلیسی: Frederick C. Weyand; ۱۵ سپتامبر ۱۹۱۶ – ۱۰ فوریهٔ ۲۰۱۰) ژنرال نیروی زمینی ایالات متحده آمریکا بود، که در فاصله سال‌های ۱۹۷۴ تا ۱۹۷۶ به‌عنوان بیست و هشتمین رئیس ستاد نیروی زمینی ایالات متحده آمریکا فعالیت می‌کرد.
ویاند فعالیت نظامی را از سال ۱۹۳۸ در نیروی زمینی آمریکا آغاز کرد، از ۱۹۶۴ تا ۱۹۶۷ فرماندهی لشکر ۲۵ پیاده را برعهده داشت، از ۱۹۶۷ تا ۱۹۶۸ فرمانده نیروی میدانی سوم و از ۱۹۷۲ تا ۱۹۷۳ فرمانده کمک نظامی ویتنام بود و از ۱۹۷۳ تا ۱۹۷۴ به‌عنوان جانشین رئیس ستاد نیروی زمینی ایالات متحده آمریکا فعالیت می‌کرد.
وی در جنگ جهانی دوم، جنگ کره و جنگ ویتنام حضور داشت و برندهٔ جوایزی همچون نشان هوایی، لژیون افتخار، نشان خدمات برجسته (ارتش آمریکا)، صلیب خدمات برجسته (ایالات متحده)، نشان ستاره برنزی، مدال کمپین آمریکایی، ستاره نقره‌ای و مدال پیروزی جنگ جهانی دوم شده است.